# Turjane
Turjane (izvirno srbsko Турјане) je naselje v Srbiji, ki upravno spada pod Občino Bojnik; slednja pa je del Jablaniškega upravnega okraja.

## Demografija
V naselju živi 71 polnoletnih prebivalcev, pri čemer je njihova povprečna starost 59,8 let (61,8 pri moških in 58,2 pri ženskah). Naselje ima 40 gospodinjstev, pri čemer je povprečno število članov na gospodinjstvo 1,98.
To naselje je, glede na rezultate popisa iz leta 2002, večinoma srbsko.
|  |

| Demografija | Demografija     | Demografija     |
| Leto        | Št. prebivalcev | Št. prebivalcev |
| ----------- | --------------- | --------------- |
|             |                 |                 |
|             |                 |                 |
|             |                 |                 |
|             |                 |                 |
| 1948        | 463             |                 |
| 1953        | 430             |                 |
| 1961        | 370             |                 |
| 1971        | 309             |                 |
| 1981        | 205             |                 |
| 1991        | 123             | 123             |
| 2002        | 79              | 79              |
|             |                 |                 |

| Etnična sestava po popisu iz leta 2002 | Etnična sestava po popisu iz leta 2002 | Etnična sestava po popisu iz leta 2002 | Etnična sestava po popisu iz leta 2002 | Etnična sestava po popisu iz leta 2002 |
| -------------------------------------- | -------------------------------------- | -------------------------------------- | -------------------------------------- | -------------------------------------- |
| Srbi                                   | Srbi                                   |                                        | 78                                     | 98,73%                                 |
| Neznano                                | Neznano                                |                                        | 1                                      | 1,26%                                  |